# ザ・ルーキー 40歳の新米ポリス!?
『ザ・ルーキー 40歳の新米ポリス!?』（ザ・ルーキー よんじゅっさいのしんまいポリス、原題: The Rookie）は、アメリカ合衆国のABCで2018年10月16日から放送されているテレビドラマ。2024年4月にシリーズは第7シーズンに更新が行われ、2025年1月7日からアメリカでは放送されている。第8シーズンは2026年1月からアメリカで放送予定。

## あらすじ
ペンシルベニア州で工務店を営んでいた、ジョン・ノーランは店を畳むことになり妻とも離婚。裁判の書類と結婚指輪を貸金庫に預けるため銀行に向かったところ、銀行強盗に巻き込まれ人質になってしまう。ノーランはある機転を利かせ逮捕に協力する中で危険と隣り合わせだが市民を守っている警察官という職業に感銘を受け、40歳という志願者としては異例ともいえる年齢でロサンゼルス市警察（LAPD）のポリスアカデミーの門をたたく。訓練期間を終え、同僚のチェン、ウエストと共にウエスト管区ミッドウィルシャー分署に配属されたジョンたちを待っていたのは波乱の日々。自分の年齢による冷やかしや指導巡査のしごき。そして警察官という職業の理想と現実。３人の警察官は無事独り立ちできるのか？その日々が始まる。

## 登場人物

### レギュラー

#### 新人巡査たち
ジョン・ノーラン巡査
演 - ネイサン・フィリオン (Nathan Fillion) / 日本語吹替 - 堀内賢雄
ロサンゼルス市警察 (LAPD) で最年長の新人警官。ペンシルベニア州出身。大学へ通う19歳の息子がいる。離婚の書類を預けるため銀行に行ったら銀行強盗に遭遇し、間一髪のところで制服警官に命を救われたことにより、警察官を目指そうと決意する。ウィルシャー管区ミッドウィルシャー分署に配属される。体力は若い巡査に劣り、またお調子者な一面があり周りから馬鹿にされることもあるが、誰よりも人生経験豊富であるため被疑者を説得することにたけている。刑事を目指していたがとある理由により断念する。シーズン４からは２級巡査に昇進しまた署の労働組合の代表に就任する。
ルーシー・チェン巡査
演 - メリッサ・オニール (Melissa O'Neil) / 日本語吹替 - 志田有彩
LAPD新人警官。アジア系の女性。ミスの多い傾向があり、指導巡査であるブラットフォードに日々怒鳴られ早く認めてもらえるよう躍起になる。大学自体は心理学を専攻しており人の心を把握するのが得意。両親は心理学者で娘が警察官をしていることに反対している。負けん気や度胸は誰よりも多く初の乱射現場で被弾したブラットフォードを銃弾が飛び交う中一人で救出した。仕事をする中で出会ったタマラというホームレス出身の女の子を熱心に支援しておりのちにルームメイトとなる。
ジャクソン・ウエスト (シーズン1-3)
演 - タイタス・メイキン・ジュニア (Titus Makin Jr.) / 日本語吹替 - 虎島貴明
LAPD新人警官。黒人男性。家族が警察官一家という環境で育ち父親はLAPD内務部長のウエスト警視。成績優秀で法律や職務規則の把握にはたけているが現場では腰が引ける一面があり最初の現場では銃を抜き援護するよう指導巡査のロペスから指示されるも、恐怖で１発も撃てなかった。そのことから理想と現実の差を感じ悩むが、徐々に成長を見せていく。また自身が黒人という立場から白人警官が黒人差別を行うことには怒りを見せている。
アーロン・トールセン巡査
演 - トゥルー・ヴァレンチノ (Tru Valentino) / 日本語吹替 - [[]]
ノーランたちの2期下の新人巡査。担当指導巡査はハーパー刑事。もとはSNSを中心に活動する有名なセレブインフルエンサーだったがパリに留学中、ビジネスパートナーのパトリックを殺害された挙句に無実の罪でフランス警察に逮捕起訴され２年間刑務所で過ごしたのち冤罪で釈放されるという壮絶な経験をする。その経験のあとLAPDと自身の採用に関する裁判を起こし勝訴してアカデミーでの訓練を卒業しミットウィルシャー署に配属される。ハーパーや先輩巡査であるノーランたちのサポートもあり訓練に励んでいるがいまだに世間から「人殺し」という目で見られることに戸惑いを感じている。

#### 指導巡査
新人巡査には研修期間中、専任で１人指導巡査が就き職務を厳しくチェックされる。しかし新人同様指導巡査もそれぞれ一癖も二癖もある強者。
タリア・ビショップ指導巡査 (シーズン1)
演 - アフトン・ウィリアムソン (Afton Williamson) / 日本語吹替 - 松岡依都美
ノーランを担当。野心家でアンジェラとはライバルでどちらが早く刑事になるか競っており、いずれは女性初の警察本部長まで上り詰めたいと考えている。ノーランのことを最初は小馬鹿にしていたが本人と一緒に仕事をするうえで徐々に彼を認めていく。しかしある問題からロス市警でのキャリアに行き詰まりを感じ退職。シーズン2では、米国アルコール・タバコ・火器及び爆発物取締局 (ATF) へ転職したことがセリフで語られる。
ナイラ・ハーパー刑事 (シーズン2第4話- )
演 - メキア・コックス (Mekia Cox) / 日本語吹替 - 鷄冠井美智子
退職したビショップの後任。ノーランの担当。潜入捜査や薬物捜査が専門の刑事だったが、なぜか制服警察官に転属してくる。LAPDでも限られた人物しか手にできないゴールデンチケットを持っていると噂される。夫のドノヴァンとの関係は不仲でのちに離婚。ライラという一人娘がおり親権を争っている。潜入捜査官から指導巡査へ転属した理由はライラと過ごす時間を増やすためだった。ノーランとははじめこそ険悪だったものの子供のことや現場を共にするうえで名コンビとなっていく。潜入捜査時には「クリスタル」という薬物中毒の女性を演じる。またシーズン４ではジェームズという男性にプロポーズをし子供を授かる。
ティム・ブラッドフォード指導巡査→巡査部長
演 - エリック・ウィンター (Eric Winter) / 日本語吹替 - 森宮隆
チェンを担当。シーズン2の14話でのセリフからアフガニスタンとイラク戦争に従軍した元軍人である。言いたいことをはっきり言う性格で新人たちに対し高圧的な態度をとりよく怒鳴る。１匹狼気質で人の輪に入るのを嫌がる。チェンには「テスト」と称し様々な課題を与えるが、警察官として必要なことから嫌がらせまがいなものまで多岐にわたる。そこまでして新人を試すのは現場で受傷や死亡させないためという裏返しでもある。チェンとは険悪だったものの会話をする中でチェンが得意とする心理学を使い徐々に打ち解けていく。新人時代の同僚だったものの麻薬捜査の影響で薬物中毒になってしまい荒れた生活を送っているイザベルという妻がいて関係に悩んでいる。シーズン４では巡査部長に昇進する。これまでと違う管理職という職務に戸惑っている。
アンジェラ・ロペス指導巡査→刑事
演 - アリッサ・ディアス (Alyssa Diaz) / 日本語吹替 - ちふゆ
ウエストを担当。現場で腰が引け動けなかったウエストに激しく落胆するがともに現場を経験していく中で徐々に見直していく。刑事を目指しておりシーズン３で念願かない昇進するが直後に妊娠が発覚してしまい仕事を続けるかどうか悩んでいる。また弁護士の夫、ウェズリーは神経質かつこだわりが強く彼や花嫁付添人のいろいろな要求に振り回され辟易している。ブラッドフォードは気が合うらしく本来女性が務める花嫁付添人に彼を指名し、彼を驚かす。赤いミサンガを腕に結んでいる。シーズン４ではジャクソンという１人息子を出産

#### ミッドウィルシャー分署幹部
ウェイド・グレイ巡査部長
演 - リチャード・T・ジョーンズ (Richard T. Jones) / 日本語吹替 - 木村雅史
ミッドウィルシャー分署の巡査部長。制服警察官たちのリーダー的存在。40歳で転職してきたノーランを快く思っておらず様々な嫌がらせを行ったり早く辞職させるよう勧めたり、ほかの新人にもあたりはキツイが、時に助言を送ったり手を貸すこともある。
ゾーイ・アンダーセン警部 (シーズン1, シーズン3 ゲスト)
演 - メルセデス・メイソン (Mercedes Mason) / 日本語吹替 - 加藤有生子
LAPDで数少ない女性幹部。元アメリカ海兵隊員。分署で唯一ともいえるノーランの理解者でほかの署長たちがノーランを引き受けたがらない中彼を配属させた。ノーランの人生経験や技術が警察官に活きると最初から見抜いていた。署員には温かく接する一方、時に指導巡査やグレイ巡査部長に対しても厳しい姿勢を見せることもある。シーズン１中盤でノーランと共に巡回していたところ、ある事件に巻き込まれ殉職する。

#### その他の登場人物
ウェズリー・エヴァース (シーズン3- , シーズン1-2 ゲスト)
演 - ショーン・アシュモア (Shawn Ashmore) / 日本語吹替 -
弁護士。後にロペスと交際を始め、2人はシーズン2終盤で婚約する。シーズン2第6話時点で35歳。神経質かつこだわりが強い一面があり、花嫁付添人を通しアンジェラに結婚式の際の注文をあれこれし、彼女を辟易させる。
ベイリー・ヌーン (シーズン4- , シーズン3 ゲスト)
演 - ジェナ・ディーワン (Jenna Dewan) / 日本語吹替 - 小林沙苗
消防士。シーズン3最終回にノーランのデート相手として登場し、後に彼の恋人となる。消防士のほかに様々な肩書があり判明しているだけでも州兵予備役中尉、カポエイラ講師、画家、レーサー、バーテンダーと数え切れず、また若いときはトールセンの父親が結成し一世風靡したラップユニット「フレックス＆フロー」のバックダンサーも務めていた。実は結婚しておりそれをノーランに隠していた。隠していた理由にはつらい過去があり、それを二人で乗り越え関係を深めていく。

## エピソード一覧

### シーズン一覧
| シーズン | シーズン | エピソード | 米国での放送日 | 米国での放送日 |
| シーズン | シーズン | エピソード | 初回           | 最終回         |
| -------- | -------- | ---------- | -------------- | -------------- |
|          | 1        | 20         | 2018年10月16日 | 2019年4月16日  |
|          | 2        | 20         | 2019年9月29日  | 2020年5月10日  |
|          | 3        | 14         | 2021年1月3日   | 2021年5月16日  |
|          | 4        | 22         | 2021年9月26日  | 2022年5月15日  |
|          | 5        | 22         | 2022年9月25日  | 2023年5月2日   |
|          | 6        | 10         | 2024年2月20日  | 2024年5月21日  |
|          | 7        |            | 2025年1月7日   | ( )            |

### シーズン1 (2018年-2019年)
| 通算 | 話数 | タイトル                 | 原題                           | 監督                       | 米国放送日     | 視聴者数 (万人) |
| ---- | ---- | ------------------------ | ------------------------------ | -------------------------- | -------------- | --------------- |
| 1    | 1    | 俺が警官になった理由     | Pilot                          | リズ・フリードランダー     | 2018年10月16日 | 543             |
| 2    | 2    | 運転にご用心             | Crash Course                   | アダム・デヴィッドソン     | 2018年10月23日 | 454             |
| 3    | 3    | 俺を撃たないで           | The Good, the Bad and the Ugly | グレッグ・ビーマン         | 2018年10月30日 | 453             |
| 4    | 4    | 指導巡査のヒミツ         | The Switch                     | トア・フレイザー           | 2018年11月13日 | 401             |
| 5    | 5    | 勝利は誰の手に           | The Roundup                    | ネルソン・マコーミック     | 2018年11月20日 | 410             |
| 6    | 6    | 伝説の男                 | The Hawke                      | ティモシー・バスフィールド | 2018年11月27日 | 438             |
| 7    | 7    | ハリウッドは危険がお好き | The Ride Along                 | チェリー・ノーラン         | 2018年12月4日  | 420             |
| 8    | 8    | 運命の銃弾               | Time of Death                  | マイク・ゴイ               | 2018年12月11日 | 427             |
| 9    | 9    | 絶体絶命                 | Standoff                       | ジョン・ターレスキー       | 2019年1月8日   | 395             |
| 10   | 10   | 父と息子のブルース       | Flesh and Blood                | ジェシカ・ユー             | 2019年1月15日  | 383             |
| 11   | 11   | 副大統領を警護せよ!      | Redwood                        | シルヴァン・ホワイト       | 2019年1月22日  | 384             |
| 12   | 12   | 胸騒ぎのバレンタインデー | Heartbreak                     | キャロル・バンカー         | 2019年2月12日  | 364             |
| 13   | 13   | 消えた25万ドル           | Caught Stealing                | オマール・マダ             | 2019年2月19日  | 354             |
| 14   | 14   | 100日目の試練            | Plain Clothes Day              | マイク・ゴイ               | 2019年2月26日  | 389             |
| 15   | 15   | 逃走犯を追え             | Manhunt                        | ビル・ジョンソン           | 2019年3月5日   | 451             |
| 16   | 16   | ノーラン殺害命令         | Greenlight                     | ヴァレリー・ウェイス       | 2019年3月19日  | 424             |
| 17   | 17   | 激震のLAPD               | The Shake Up                   | スティーヴ・ロビン         | 2019年3月26日  | 424             |
| 18   | 18   | ボーダーライン           | Homefront                      | エイプリル・マレン         | 2019年4月2日   | 391             |
| 19   | 19   | 美しき友情               | The Checklist                  | ジョン・フォーテンベリー   | 2019年4月9日   | 363             |
| 20   | 20   | バイオテロの悪夢         | Free Fall                      | マイク・ゴイ               | 2019年4月16日  | 406             |

### シーズン2 (2019年-2020年)
| 通算 | 話数 | タイトル                    | 原題                   | 監督                       | 米国放送日     | 視聴者数 (万人) |
| ---- | ---- | --------------------------- | ---------------------- | -------------------------- | -------------- | --------------- |
| 21   | 1    | 新たなる一日                | Impact                 | マイク・ゴイ               | 2019年9月29日  | 411             |
| 22   | 2    | 夜専刑事あらわる            | The Night General      | ロブ・ボウマン             | 2019年10月6日  | 383             |
| 23   | 3    | 半袖獲得作戦                | The Bet                | バーバラ・ブラウン         | 2019年10月13日 | 360             |
| 24   | 4    | 新入りはワケあり指導巡査!?  | Warriors and Guardians | リサ・デメイン             | 2019年10月20日 | 376             |
| 25   | 5    | タレ込み屋を確保せよ        | Tough Love             | レイチェル・フェルドマン   | 2019年10月27日 | 324             |
| 26   | 6    | 今ここにある危機            | Fallout                | ビル・ジョンソン           | 2019年11月3日  | 350             |
| 27   | 7    | 人生のセーフティゾーン      | Safety                 | シルヴァン・ホワイト       | 2019年11月10日 | 373             |
| 28   | 8    | 誕生日は殺人現場で          | Clean Cut              | トア・フレイザー           | 2019年11月17日 | 361             |
| 29   | 9    | ジャクソン ハリウッドへ行く | Breaking Point         | レスリー・リブマン         | 2019年12月1日  | 336             |
| 30   | 10   | 闇への誘惑                  | The Dark Side          | ビル・ロー                 | 2019年12月8日  | 370             |
| 31   | 11   | 迫りくる死                  | Day of Death           | デヴィッド・マクホワイター | 2020年2月23日  | 492             |
| 32   | 12   | 消せない傷跡                | Now and Then           | C・チヨン・チャン          | 2020年3月1日   | 455             |
| 33   | 13   | 親父の形見                  | Follow-Up Day          | リズ・フリードランダー     | 2020年3月8日   | 512             |
| 34   | 14   | 危険な札束                  | Casualties             | シルヴァン・ホワイト       | 2020年3月15日  | 517             |
| 35   | 15   | 盗まれた個人情報            | Hand-Off               | マイケル・ゴイ             | 2020年3月22日  | 518             |
| 36   | 16   | 眠れない夜                  | The Overnight          | ステファニー・マークアード | 2020年4月5日   | 587             |
| 37   | 17   | 恋する女たち                | Control                | マーカス・ストークス       | 2020年4月12日  | 457             |
| 38   | 18   | 崖っぷちの救出作戦          | Under the Gun          | トリー・ギャレット         | 2020年4月26日  | 496             |
| 39   | 19   | 同期の絆                    | The Q Word             | デヴィッド・マクホワイター | 2020年5月3日   | 500             |
| 40   | 20   | 裏切り者の正体              | The Hunt               | ビル・ロー                 | 2020年5月10日  | 466             |

### シーズン3 (2021年)
| 通算 | 話数 | タイトル                       | 原題         | 監督                 | 米国放送日    | 視聴者数 (万人) |
| ---- | ---- | ------------------------------ | ------------ | -------------------- | ------------- | --------------- |
| 41   | 1    | 汚れたバッジ                   | Consequences | ビル・ロー           | 2021年1月3日  | 344             |
| 42   | 2    | イケメン指導巡査登場!          | In Justice   | マイケル・ゴイ       | 2021年1月10日 | 315             |
| 43   | 3    | ママ怪獣、襲来!                | La Fiera     | シルヴァン・ホワイト | 2021年1月17日 | 376             |
| 44   | 4    | 告発の行方                     | Sabotage     | ダニエル・ウィリス   | 2021年1月24日 | 339             |
| 45   | 5    | ミッドウィルシャー署を封鎖せよ | Lockdown     | アナ・マストロ       | 2021年2月14日 | 408             |
| 46   | 6    | 潜入捜査官ルーシー             | Revelations  | C・チヨン・チャン    | 2021年2月21日 | 411             |
| 47   | 7    | アブない救世主                 | True Crime   | ビル・ロー           | 2021年2月28日 | 345             |
| 48   | 8    | ドライブ・ウィズ・オスカー     | Bad Blood    | シルヴァン・ホワイト | 2021年3月28日 | 387             |
| 49   | 9    | 悲しき誘拐犯                   | Amber        | ビル・ロー           | 2021年4月4日  | 380             |
| 50   | 10   | 俺が花嫁付添人!?               | Man of Honor | シルヴァン・ホワイト | 2021年4月11日 | 370             |
| 51   | 11   | 新たなルーキー                 | New Blood    | ビル・ロー           | 2021年4月18日 | 381             |
| 52   | 12   | 息子への想い                   | Brave Heart  | リサ・デメイン       | 2021年5月2日  | 400             |
| 53   | 13   | 報復の始まり                   | Triple Duty  | ビル・ジョンソン     | 2021年5月9日  | 391             |
| 54   | 14   | この晴れやかな日に             | Threshold    | リサ・デメイン       | 2021年5月16日 | 377             |

### シーズン4 (2021年-2022年)
| 通算 | 話数 | タイトル             | 原題                | 監督                           | 米国放送日     | 視聴者数 (万人) |
| ---- | ---- | -------------------- | ------------------- | ------------------------------ | -------------- | --------------- |
| 55   | 1    | 生と死               | Life and Death      | ビル・ロー                     | 2021年9月26日  | 303             |
| 56   | 2    | 怪盗クレア           | Five Minutes        | リサ・デメイン                 | 2021年10月3日  | 309             |
| 57   | 3    | 争いの火種           | In the Line of Fire | ダニエル・ウィリス             | 2021年10月10日 | 269             |
| 58   | 4    | 俺の武勇伝           | Red Hot             | リサ・デメイン                 | 2022年10月17日 | 283             |
| 59   | 5    | 大騒ぎのハロウィーン | A.C.H.              | ダニエル・ウィリス             | 2021年10月31日 | 264             |
| 60   | 6    | 勇退の花道           | Poetic Justice      | C・チヨン・チャン              | 2021年11月7日  | 272             |
| 61   | 7    | 終わらないゲーム     | Fire Fight          | トリー・ギャレット             | 2021年11月14日 | 259             |
| 62   | 8    | その男、逃亡につき   | Hit and Run         | ビル・ロー                     | 2021年12月5日  | 278             |
| 63   | 9    | ラ・フィエラの亡霊   | Breakdown           | C・チヨン・チャン              | 2021年12月12日 | 266             |
| 64   | 10   | 史上最悪の夫         | Heart Beat          | SJ・メイン・ムニョス           | 2022年1月2日   | 284             |
| 65   | 11   | ノーランの逆襲       | End Game            | トリー・ギャレット             | 2022年1月9日   | 285             |
| 66   | 12   | 持ち去られた秘密     | The Knock           | カリッサ・サンジャンスーチクル | 2022年1月23日  | 283             |
| 67   | 13   | 僕のヒーロー物語     | Fight or Flight     | ランレ・オラビシ               | 2022年1月30日  | 319             |
| 68   | 14   | 追跡!25万ドルの女    | Long Shot           | フェルナンド・サリナーナ       | 2022年2月27日  | 367             |
| 69   | 15   | 殺し屋のリスト       | Hit List            | ロバート・ベラ                 | 2022年3月6日   | 388             |
| 70   | 16   | バラ色セレブの疑惑   | Real Crime          | ロブ・セイデングランツ         | 2022年3月13日  | 329             |
| 71   | 17   | 命の選択             | Coding              | ビル・ロー                     | 2022年4月3日   | 350             |
| 72   | 18   | アナグマ、ふたたび   | Backstabbers        | トリー・ギャレット             | 2022年4月10日  | 353             |
| 73   | 19   | 豪快!FBIルーキー登場 | Simone              | リズ・フリードランダー         | 2022年4月24日  | 395             |
| 74   | 20   | 爆破テロを止めろ     | Enervo              | ビル・ロー                     | 2022年5月1日   | 417             |
| 75   | 21   | 母の日の約束         | Mother's Day        | リサ・デメイン                 | 2022年5月8日   | 368             |
| 76   | 22   | 荒野の銃撃戦         | Day in the Hole     | アレクシ・ハウリー             | 2023年5月15日  | 365             |

### シーズン5 (2022年-2023年)
| 通算 | 話数 | タイトル               | 原題                   | 監督                       | 米国放送日     | 視聴者数 (万人) |
| ---- | ---- | ---------------------- | ---------------------- | -------------------------- | -------------- | --------------- |
| 77   | 1    | 放たれた恐怖           | Double Down            | トリー・ギャレット         | 2022年9月25日  | 336             |
| 78   | 2    | 史上最強の出産         | Labor Day              | ロブ・セイデングランツ     | 2022年10月2日  | 293             |
| 79   | 3    | 暴走ルーキーの指導法   | Dye Hard               | ベサニー・ルーニー         | 2022年10月9日  | 312             |
| 80   | 4    | 殺人鬼のレガシー       | The Choice             | ビル・ロー                 | 2022年10月16日 | 308             |
| 81   | 5    | LAPD 病院大集合        | The Fugitive           | チェリー・ノーラン         | 2022年10月23日 | 340             |
| 82   | 6    | 呪われた金             | The Reckoning          | ランレ・オラビシ           | 2022年10月30日 | 352             |
| 83   | 7    | 殺された死体           | Crossfire              | ジョン・ウエルタス         | 2022年11月6日  | 302             |
| 84   | 8    | 車を止めるな!          | The Collar             | ロバート・ベラ             | 2022年12月4日  | 375             |
| 85   | 9    | 消えた娘の謎           | Take Back              | デヴィッド・マクホワイター | 365            |                 |
| 86   | 10   | 奪われた機密           | The List               | ロバート・ベラ             | 2023年1月3日   | 469             |
| 87   | 11   | 悪の所業               | The Naked and the Dead | C・チヨン・チャン          | 2023年1月10日  | 403             |
| 88   | 12   | 招かれざるドナー       | Death Notice           | トリー・ギャレット         | 2023年1月17日  | 478             |
| 89   | 13   | 停電は犯罪の始まり     | Daddy Cop              | アン・レントン             | 2023年1月24日  | 437             |
| 90   | 14   | メトロの新米           | Death Sentence         | フェイ・ブレナー           | 2023年1月31日  | 477             |
| 91   | 15   | 迷惑な遺産             | The Con                | ビル・ロー                 | 2023年2月14日  | 410             |
| 92   | 16   | 悪夢のバレンタインデー | Exposed                | ライアン・クレイザー       | 2023年2月21日  | 415             |
| 93   | 17   | 敵か味方か             | The Enemy Within       | ランレ・オラビシ           | 2023年2月28日  | 411             |
| 94   | 18   | ディムとジューシー     | Double Trouble         | ジョン・ウエルタス         | 2023年3月21日  | 395             |
| 95   | 19   | 心の空白               | A Hole in the World    | TK・ション                 | 2023年3月28日  | 447             |
| 96   | 20   | 不幸を呼ぶ男           | S.T.R.                 | C・チヨン・チャン          | 2023年4月18日  | 361             |
| 97   | 21   | 胴体だけの難事件       | Going Under            | アン・レントン             | 2023年4月25日  | 355             |
| 98   | 22   | 襲撃                   | Under Siege            | ビル・ロー                 | 2023年5月2日   | 433             |

### シーズン6 (2024年)
| 通算 | 話数 | タイトル               | 原題                | 監督               | 米国放送日    | 視聴者数 (万人) |
| ---- | ---- | ---------------------- | ------------------- | ------------------ | ------------- | --------------- |
| 99   | 1    | 反撃                   | Strike Back         | ビル・ロー         | 2024年2月20日 | 377             |
| 100  | 2    | パニック・ウェディング | The Hammer          | アレクシ・ハウリー | 2024年2月27日 | 329             |
| 101  | 3    | 地獄のハネムーン       | Trouble in Paradise | TK・ション         | 2024年3月5日  | 349             |
| 102  | 4    | ペンタグラム・キラー   | Training Day        | トリー・ギャレット | 2024年3月26日 | 306             |
| 103  | 5    | かつての誓い           | The Vow             | C・チヨン・チャン  | 2024年4月2日  | 340             |
| 104  | 6    | 秘密と嘘               | Secrets and Lies    | ビル・ロー         | 2024年4月9日  | 331             |
| 105  | 7    | ベビーシッターをさがせ | Crushed             | トリー・ギャレット | 2024年4月30日 | 372             |
| 106  | 8    | 無法者たち             | Punch Card          | ランレ・オラビシ   | 2024年5月7日  | 287             |
| 107  | 9    | 操り師の策略           | The Squeeze         | マイケル・ゴイ     | 2024年5月14日 | 298             |
| 108  | 10   | 知りすぎた女           | Escape Plan         | ビル・ロー         | 2024年5月21日 | 314             |

## スピンオフシリーズ
2022年にニーシー・ナッシュ (Niecy Nash)を主演に迎えて製作・放送されたが、1シーズンで打ち切りとなった。FBIアカデミー出身の最年長ルーキーとなったシモーヌの活躍を描く。日本では2024年4月からWOWOWで放送されている。